# Derocalymma dasypus
Derocalymma dasypus är en kackerlacksart som beskrevs av Rehn, J. A. G. 1933. Derocalymma dasypus ingår i släktet Derocalymma och familjen jättekackerlackor. Inga underarter finns listade i Catalogue of Life.